# 24시간 파티하는 사람들
《24시간 파티하는 사람들》(영어: 24 Hour Party People)은 2002년 공개된 영국의 전기 코미디 드라마 영화이다.

## 줄거리
1976년 텔레비전 진행자 토니 윌슨은 섹스 피스톨스가 맨체스터 레서프리트레이드홀에서 가진 첫 공연을 보고 영감을 받아 맨체스터 클럽에서 매주 펑크 록 시리즈를 진행한다. 이언 커티스가 이끄는 신생 밴드 조이 디비전이 여기에서 공연을 한다. 이어 훗날 전설이 되는 음반사 팩토리 레코즈를 세운 윌슨은 첫 계약 밴드로 조이 디비전을 택하고, 나이트클럽 더 해시엔다를 개장한다. 그렇게 엑스터시 레이브 문화가 태동한다.

## 출연
- 스티브 쿠건 - 토니 윌슨 역
- 셜리 헨더슨 - 린지 윌슨 역
- 패디 콘시다인 - 롭 그레턴 역
- 레니 제임스 - 앨런 이래즈머스 역
- 앤디 서키스 - 마틴 해넷 역
- 숀 해리스 - 이언 커티스 역
- 마크 윈도우스 - 조니 로튼 역
- 존 심 - 버나드 섬너 역
- 랠프 리틀 - 피터 훅 역
- 대니 커닝엄 - 숀 라이더 역
- 크리스 코길 - 베즈 역
- 폴 포플웰 - 폴 라이더 역
- 롭 브라이던 - 라이언 레츠 역
- 사이먼 페그 - 믹 미들스 역
- 크리스토퍼 에클스턴 - 보이티우스 역
- 케이트 머가원 - 이벳 역
- 키스 앨런 - 로저 에임스 역
- 케니 베이커 - 동물원 사육사 역
- 마크 E. 스미스 - 본인 역
- 샘 라일리 - 마크 E. 스미스 역 (삭제)

## 기타 제작진
- 라인 제작: 로버트 하우
- 배역: 웬디 브레이징턴
- 미술: 마크 틸즐리
- 의상: 내털리 워드